# Lacul Mija
Lacul Mija cunoscut și sub denumirea de Lacul Zăvoiele sau Tăul de la Lunci este un lac glaciar din Munții Parâng, bazinul Jietului. Este situat în căldarea glaciară Mija (căldarea estică a văii Mija Mare), la altitudinea de 1980 m. Are o suprafață de 0,80 ha, lungimea de 120 m, lățimea  100 m, iar adâncimea maximă este de 6,5 m. Lacul este situat într-o zona alpină cu stâncării și grohotișuri, orientat pe direcția sud – nord și străjuit de Vârful Slivei. 
Este alimentat din apa de precipitații, ajungând primăvara la o suprafață de 1 hectar și adâncimea maximă de 7,5 m. Fiind situat în spatele unui înalt baraj glaciar, nu are evacuare de suprafață, apa lacului ieșind prin infiltrație în grohotiș. 